# Волков, Алексей Андреевич (волейболист)
Алексе́й Андре́евич Во́лков (14 марта 1983, Свердловск) — российский сидячий волейболист, игрок екатеринбургского клуба «Родник» и российской национальной сборной, либеро. Бронзовый призёр летних Паралимпийских игр 2008 года в Пекине, призёр Кубка европейских чемпионов, Кубка мира, чемпионата Европы среди спортсменов с поражением опорно-двигательного аппарата, заслуженный мастер спорта России.

## Биография
Алексей Волков родился 14 марта 1983 года в Свердловске. В детстве увлекался игровыми видами спорта, ходил в секцию гребли на байдарках и каноэ, но из-за тяжёлой травмы лишился ноги и получил инвалидность третьей группы.
В 2001 году, попав в екатеринбургский реабилитационный центр, присоединился к местной команде по волейболу сидя «Родник». Играл на позиции либеро, проходил подготовку под руководством заслуженного тренера Виктора Семёновича Дьякова и старшего товарища по команде Сергея Якунина. Уже в 2002 году стал с «Родником» чемпионом России, а в 2005 году получил бронзу на европейском первенстве в Польше. В 2006 году одержал победу на чемпионате Европы в Венгрии, получив приз самому ценному пасующему игроку, и выступил на чемпионате мира в Нидерландах, где занял пятое место.
На чемпионате Европы 2007 года Волков выиграл награду серебряного достоинства, также добавил в послужной список серебряную награду, привезённую с чемпионата мира среди юниоров. Благодаря череде удачных выступлений удостоился права защищать честь страны на летних Паралимпийских играх 2008 года в Пекине — российская команда со второго места вышла из группы А, уступив только сборной Боснии и Герцеговины, тогда как на стадии полуфиналов со счётом 0:3 проиграла сборной Ирана, ставшей в итоге победительницей соревнований. При этом в утешительной встрече за третье место россияне одержали победу над сборной Египта и завоевали тем самым бронзовые паралимпийские медали. За это выдающееся достижение в 2009 году Алексей Волков награждён медалью ордена «За заслуги перед Отечеством» II степени, удостоен почётного звания «Заслуженный мастер спорта России».
После успешной пекинской Олимпиады остался в основном составе команды России и продолжил принимать участие в крупнейших международных турнирах. Так, в 2011 году добавил в послужной список очередную серебряную медаль, выигранную на чемпионате Европы. Будучи одним из лидеров российской национальной сборной, благополучно прошёл отбор на Паралимпийские игры 2012 года в Лондоне — вновь добрался до полуфинальной стадии и снова со счётом 0:3 потерпел поражение от команды Ирана. В утешительной встрече за третье место россияне со счётом 3:2 были побеждены командой Германии и заняли, таким образом, четвёртое место на этом турнире. В составе сборной России Волков мог стать участником Паралимпийских игр 2016 года в Рио-де-Жанейро, однако из-за допингового скандала вся российская паралимпийская сборная была отстранена от участия в соревнованиях.
Окончил Свердловский областной фармацевтический колледж, Екатеринбургское Училище олимпийского резерва № 1 и Уральский гуманитарный институт, где обучался по специальности «преподаватель психологии». В настоящее время является спортсменом-инструктором по волейболу в Специализированной детско-юношеской спортивной школе олимпийского резерва «Уралочка».